# 勒化·布頓
小勒化·布頓（英語：LeVar Burton Jr.，1957年2月16日—），本名為小勒化迪斯·羅伯特·馬丁·布頓（英語：Levardis Robert Martyn Burton Jr.），是一位美國男演員，主持人，導演和作家。他知名於在《銀河飛龍》（1987－1994年）中飾演喬迪·拉福吉。他還在ABC迷你劇《根》（1977年）中飾演昆塔·金德，並擔任PBS兒童台教育電視節目《彩虹閱讀》的主持人超過23年（1983－2006年）。他作為《彩虹閱讀》的主持人和執行監製贏得12項日間時段艾美獎和1項皮博迪獎。
他的其他作品角色包括《尋找顧巴先生》（1977年）中的蓋普·傑克遜（英語：Cap Jackson），《Dummy》（1979年）中的唐納德·朗，《亡命大捕頭》（1980年）中的湯米·普萊斯（英語：Tommy Price）以及《拳王阿里》（2001年）中的马丁·路德·金；其中他憑《亡命大捕頭》贏得有色人種進步協會形象獎最佳電影男演員。他憑藉對《小馬丁·路德·金自傳》（英語：The Autobiography of Martin Luther King Jr.）一書的敘述贏得第42屆格林美獎最佳誦讀專輯。1990年，他因在電視上的成就而在好萊塢星光大道上獲頒贈一顆星。
布頓於2021年10月5日被選為2022年加利福尼亚州帕莎甸娜玫瑰花车游行的大禮官。他主持了遊行和2022年1月1日下午的玫瑰碗比賽。

## 早年生活
小勒化迪斯·羅伯特·馬丁·布頓在1957年2月16日出生於西德的兰施图尔。他的母親爾瑪·簡（原姓克里斯蒂安（英語：Christian））是一名社工、行政人員和教育家，而他同名的父親在他出生時是駐紮在蘭施圖爾的美國陸軍通信兵團的攝影師。他和兩個姐妹在加利福尼亞州沙加緬度由母親撫養長大。
布頓在青少年時期是一名羅馬天主教徒，他就讀於加利福尼亞州高爾特的聖庇護十世初級神學院，並打算成為一名牧師。他在17歲時質疑天主教信仰，並認為演戲更適合自己；他19歲在南加州大学讀本科時，主演1977年的電視迷你劇《根》。

## 職業生涯

### 早期工作
布頓於1976年憑藉《即將成人》（英語：Almos' a Man）首次亮相，該片改編自理查德·賴特的短篇小說《即將成人》，他與玛奇·辛克莱合作出演。

### 《根》
布頓的突破性角色是在1977年ABC迷你劇《根》中飾演年輕的昆塔·金德，該劇改編自艾利斯·哈利的同名小說。他將飾演昆塔的第一天描述為他職業生涯的開始。由於他的傑出表現，他獲提名第29屆黃金時段艾美獎最佳單次出演戲劇或喜劇類劇集男主角（英語：Outstanding Lead Actor for a Single Appearance in a Drama or Comedy Series）。
布頓在1988年的電視電影《根：禮物》中再次飾演昆塔·金德。當被問及《根》的社會影響時，引用他的說話：“其擴大了人們的意識。黑人和白人開始將彼此視為人類，而不是刻板的偏見。如果你把一塊小石子扔進池塘里，就會出現漣漪。我認為唯一不變的就是變化，而且變化總是很慢。任何在一夜之間發生的事情都是缺乏基礎的。《根》是變化中的趨勢的一部分，並且仍在發揮其作用。”

### 《彩虹閱讀》
布頓從1983年開始擔任PBS兒童台教育電視節目《彩虹閱讀》的主持人和執行製片人。該節目連續播放了23季。
2006年《彩虹閱讀》停播後，布頓和他的商業夥伴馬克·沃爾夫（英語：Mark Wolfe）獲得了該節目品牌的全球版權，並成立了新兒童媒體公司RRKIDZ。《彩虹閱讀》在2012年被重新設計為iPad的全新應用程序，並成功在36小時內成為排名第一的教育應用程序。在RRKIDZ，他擔任聯合創始人兼總策展人，確保以《彩虹閱讀》品牌開發的旗下項目滿足外界對其品牌的高度期望和信任。
2014年5月28日，布頓和其他過去作品的合作同事在Kickstarter平台上重新開展了《彩虹閱讀》項目。為了跟上年幼的孩子所接觸的不斷變化的科技，在他近年來幫助創建的平板電腦應用程序取得成功之後，他正在努力開展基於萬維網的新項目。他的期望是將新的《彩虹閱讀》融入全國小學的教室，並讓有需要的學校免費使用。此後，Kickstarter平台籌集了超過500萬美元，僅在三天內就達到了目標的三倍。
2017年，布頓被公共廣播公司WNED-TV起訴，指控其在營銷新iPad應用程序和其他線上媒體時使用《彩虹閱讀》品牌侵犯版權。RRKIDZ後來更改品牌名稱為Skybrary。

### 《新星空奇遇記》
1986年，金·羅登貝瑞與布頓商討邀請他出演電視劇《銀河飛龍》中的喬迪·拉福吉中尉。該角色在劇集中是盲人，但通過戴在眼睛上的稱為VISOR的人造義體裝置獲得了“視力”。他所飾演的拉福吉在劇集開始時擔任企業號-D的舵手，在第二季開始成為其總工程師。由於曾出演《根》和正在主持《彩虹閱讀》，他當時在美國的知名度比帕特里克·斯图尔特更高。劇集首映時，美联社稱他的角色本質上是“新史波克”。在2019年的一次採訪中，他對這個想法難以置信地笑了起來，並稱“這種猜測從未實現。”
布頓還在基於《新星空奇遇記》的後續電影出演喬迪·拉福吉，從《星际旅行VII：日换星移》（1994年）到《星际旅行X：复仇女神》（2002年）。
布頓執導了兩集《新星空奇遇記》和幾集《星空奇遇記：銀河前哨》、《星空奇遇記：重返地球》和《企業號》，並將在《星空奇遇記：皮尚魯》第三季亦是最後一季中重新出演喬迪·拉福吉。

### 其他出現
布頓曾出演《夢幻島》的遊客、《愛之船》的客串明星、《廣播網明星之戰》的參與者、《大青蛙劇場》的《大青蛙電影》電視首映晚會的嘉賓，並且是多個遊戲節目的常客。
1986年，他出現在放克/R&B樂隊Cameo歌曲“Word Up!”的音樂錄影帶中。
1987年，布頓在《女作家與謀殺案》第三季第16集“Death Takes a Dive”中飾演體育記者戴夫·羅賓遜（英語：Dave Robinson），該劇由安吉拉·蘭斯伯里主演傑西卡·弗萊徹。
布頓接受邀請主持《Rebop》，這是一個為9－15歲的年輕人設計的多元文化劇集，由WGBH-TV為PBS製作。
布頓曾出演過不少現實人物，包括在電視上描繪吉姆·琼斯在圭亚那自殺崇拜的最後幾天，杰西·欧文斯的生活，以及9歲的布克·華盛頓的生平。他在2001年的電影《拳王阿里》中飾演马丁·路德·金。他還在電視電影《百萬分之一：羅恩·勒弗洛爾的故事》中飾演底特律老虎的羅恩·勒弗洛爾。
1992年，DC Talk為他們的專輯《Free at Last》中的曲目“Time is...”取樣了布頓的聲音。聲音剪輯在歌曲的最後，可以聽到他說：“哇，等一下。（英語：Whoa, wait a minute.）”他還為多個動畫項目配音，包括卡通劇集《地球超人》（1990－1993年）和《新地球超人》（1993－1996年）中的夸美（英語：Kwame）、《蓋酷家庭》、《蝙蝠侠：动画系列》和《夜行神龍》。他出現在克里斯托弗·保羅·柯蒂斯的《The Watsons Go to Birmingham – 1963》的音頻版中。他在《超人/蝙蝠侠：公众之敌》DVD中擔任黑閃電的配音演員。
從1982年到1988年，布頓多次以名人嘉賓的身份出現在迪克·克拉克主持的《25,000美元和100,000美元金字塔》中。他也是《一筆OUT消》特別《星空奇遇記》節目中的“最強一環”。他擊敗了他的最後一個對手罗伯特·皮卡多，並為他的慈善事業“南加州青年成就獎”贏得167,500美元，這是當時該節目的紀錄，也是該節目的任何名人版中贏得的最高金額（後來被“Tournament of Losers”一集的188,500美元獎金超越）。
布頓曾在《貝克爾醫生》等情景喜剧中露面。
布頓是紀錄片《The Science of Peace》的主持人和執行監製，於2007年開始製作，其研究旨在實現世界和平的科學技術，有時也稱為和平學。該片探討了共享心智意識的一些概念，部分經費和器材由思維科學研究所贊助。
他出現在Smosh的愚人節一集中，假裝已經接管了頻道，並對一些流行的Smosh影片進行了各種編輯。
他偶爾會出現在本週科技上，他自稱是“書呆子”，並說自己參加了2010年的消費電子展。
2010年，布頓在《提姆和艾瑞克超棒秀，干得漂亮！》的“Greene Machine”一集中作為自己的鬼魂出現。
2011年2月，布頓以自己的身份在NBC《废柴联盟》的“Intermediate Documentary Filmmaking”一集中出現，然後在2014年1月的“Geothermal Escapism”一集中再次露面。
布頓在《生活大爆炸》中不時以虛構的和幽默的版本客串出現。他首次出現在“敬酒的來歷”（英語：The Toast Derivation）一集中，他差點參加了謝爾頓舉辦的派對（在發誓退出Twitter之前）；2012年11月在“居住地的組態”（英語：The Habitation Configuration）一集中，他出現在《旗幟的樂趣》（英語：Fun With Flags）Podcast以換取午餐和汽油錢；2014年11月在“香檳的深思”（英語：The Champagne Reflection）一集中再次出現，他回歸第232集《旗幟的樂趣》以換取謝爾頓刪除他的聯繫方式。
2012年，他在TNT劇集《罪案第六感》中飾演常設角色保羅·黑利（英語：Paul Haley）。他在第二季（2013年）成為主要演員。
2014年，他在成就獵人的第200集《成就獵人每週更新》（英語：Achievement Hunter Weekly Update (AHWU)）中的介紹部分客串出現。2014年5月，他作為嘉賓出現在YouTube頻道SciShow上，解釋了霓、第三道彩虹和第四道彩虹背後的科學原理。2014年末，他在Rooster Teeth直播的兒童奇蹟網絡（英語：Children's Miracle Network）醫院籌款節目24小時額外生命（英語：24-hour Extra Life）中客串出現。他還為YouTube錄製了一次關於回收的實地考察。
2017年，布頓開始了Podcast節目《LeVar Burton Reads》，節目中他每集都會閱讀一個短篇小說。2020年，在2019冠状病毒病疫情期間，他繼續閱讀他的Podcast，並在Twitter直播期間每週進行3次現場閱讀，內容重點針對不同的兒童、年輕人和成年觀眾。
2020年11月，布頓以自己身份出現在《艾瑞克·安德烈秀》上。節目中的一段是他對兰斯·雷迪克2013年採訪的回顧，其中雷迪克提到了布頓的名字，並打扮成昆塔·金德和喬迪·拉福吉的綜合體。
布頓從2021年7月26日至7月30日在《危险边缘》中擔任嘉賓主持人；此前，超過250,000名粉絲簽署了一份請願書，要求該節目的製作人選擇他。不幸的是，由於觀眾的好奇心逐漸減弱，以及與NBC對2020東京奧運的報導進行強制收視競爭，導致收視率並不理想，令他無法再主持節目。
布頓亦在MasterClass教授“講故事的力量”（英語：Power of Storytelling）。

### 執導
在整個1990年代和2000年代初期，當時正在製作的每部《星空奇遇記》劇集都曾被布頓執導過。他執導的《星空奇遇記》劇集集數比任何其他前主要演員都多。
布頓亦執導了不同劇集中的幾集，包括《聖女魔咒》、《执法悍将》、《拉斯維加斯》和《靈魂大捕貼》，以及迷你劇《奇蹟的男孩》和傳記片《老虎伍茲》。他還執導了1999年由凯蒂·萨加尔、凱文·基爾納和傑西卡·斯蒂恩主演的迪士尼頻道原創電影《我的媽咪不是人》。2020年8月，據透露他將擔任婁瑞達製作公司（英語：Lou Reda Productions）《Two-Front War》的導演，這是一部多視角的紀錄片，將“從情感上看待美國爭取民權與越南黑人士兵爭取平等之間的聯繫”。
布頓執導的第一部戲劇電影是《飛吧,小鹿》（2003年），他憑此片在芝加哥國際兒童電影節贏得“電影節最佳獎”（英語：Best of Fest），並因其電影主題曲“Center of My Heart”而獲得吉尼獎提名。

## 個人生活
1992年10月3日，勒化·布頓與專業化妝師斯蒂芬妮·科扎特（英語：Stephanie Cozart）結婚。布頓有兩個孩子，分別是兒子艾恩·布頓·史密斯（英語：Eian Burton Smith）和女兒米凱拉·“米卡”·吉恩·布頓。他們一家住在加利福尼亚州洛杉矶謝爾曼奧克斯。
布頓沒有任何宗教信仰，他說：“我離開了神學院，我離開了天主教，我離開了有組織的宗教，因為我覺得世界上還有更多的東西需要我去探索，而且我可以做到這一點，而無需附著一個或另一個特定的信仰體系。”
2012年，布頓加入了愛滋病研究聯盟的董事會，這是一個致力於尋找治療艾滋病方法的非盈利性醫學研究組織。
2016年，布頓是沙加緬度星光大道的五位初始獲獎者之一。2019年，代表梅多維尤社區的議員拉里·卡爾（英語：Larry Carr）領導將里奇菲爾德公園 （英語：Richfield Park）更名為勒化·布頓公園（英語：LeVar Burton Park）。該公園位於梅多維尤社區，靠近布頓和他的姐妹們長大的房子。

## 書籍
- 《Aftermath》, 1997年, ISBN 0-446-67960-7
- 《The Rhino Who Swallowed a Storm》, 2014年, ISBN 0-990-53950-4
- 《A Kids Book About Imagination》, 2021年, ISBN 978-1-953955-44-9

## 外部連結
- RRKIDZ (Reading Rainbow) – LeVar Burton, Co-Founder, Curator-in-Chief （页面存档备份，存于）
- Burton / Wolfe Entertainment （製作公司）
- 勒化·布頓在互联网电影资料库（IMDb）上的資料（英文）
- TCM电影资料库上勒化·布頓的资料（英文）

#invoke:Authority control